# Didier Zokora
Alain Didier Zokora-Déguy (Abiyán, Costa de Marfil, 14 de diciembre de 1980) es un exfutbolista y entrenador marfileño, que cuenta también con pasaporte francés. Jugaba como centrocampista, mayormente de pivote, e incluso de central. Actualmente es segundo entrenador en AFAD Djékanou de la Primera División de Costa de Marfil.

## Trayectoria
Comenzó su carrera profesional en su país natal, en el ASEC Mimosas, para dar el salto a Europa al año siguiente, a jugar en el Racing Genk belga. Posteriormente, pasó a jugar en la liga francesa, en el AS Saint-Etienne. En 2006, fichó por el Tottenham inglés. En julio de 2009 Tottenham Hotspur y Sevilla F. C. llegan a un acuerdo para el traspaso del jugador.
El Trabzonspor turco ha anunciado en su web oficial el fichaje del centrocampista marfileño del Sevilla Didier Zokora, cuyo traspaso reportará al club andaluz alrededor de seis millones de euros.

## Selección nacional
Es internacional con la selección de fútbol de Costa de Marfil, y ha jugado 123 partidos internacionales.
Es el jugador que más veces ha vestido la elástica de la selección marfileña, participando en los mundiales de 2006, 2010 y 2014 que ha disputado su selección.

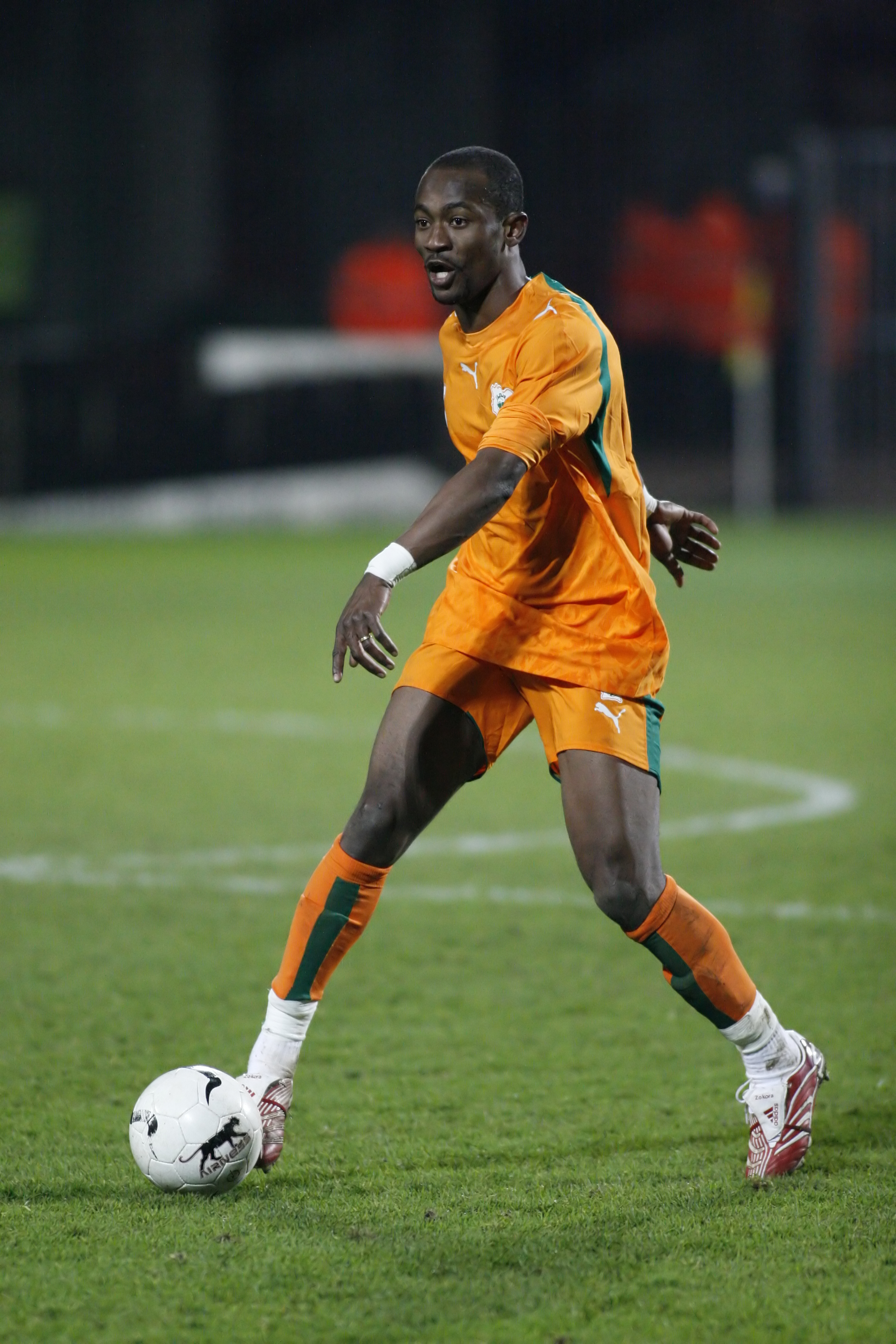
Zokora en 2007 con la selección marfileña

El 1 de junio de 2014, luego de haber sido incluido en la lista preliminar en mayo, Zokora fue ratificado en la nómina definitiva de 23 jugadores que representarán a su país en la Copa Mundial de Fútbol de 2014, haciendo de esta la tercera ocasión en la que disputará el torneo.

### Participaciones en Copas del Mundo
| Mundial                        | Sede      | Resultado    |
| ------------------------------ | --------- | ------------ |
| Copa Mundial de Fútbol de 2006 | Alemania  | Primera fase |
| Copa Mundial de Fútbol de 2010 | Sudáfrica | Primera fase |
| Copa Mundial de Fútbol de 2014 | Brasil    | Primera fase |

## Clubes
| Club                 | País            | Año       | Partidos | Goles |
| -------------------- | --------------- | --------- | -------- | ----- |
| ASEC Mimosas         | Costa de Marfil | 1999-2000 | ¿?       | ¿?    |
| Racing Genk          | Bélgica         | 2000-2004 | 122      | 1     |
| Saint-Etienne        | Francia         | 2004-2006 | 66       | 0     |
| Tottenham Hotspur    | Inglaterra      | 2006-2009 | 97       | 0     |
| Sevilla              | España          | 2009-2011 | 79       | 0     |
| Trabzonspor          | Turquía         | 2011-2014 | 42       | 0     |
| Akhisar Belediyespor | Turquía         | 2014-2015 | 25       | 0     |
| Pune City            | India           | 2015      | 13       | 0     |
| NorthEast United     | India           | 2016      | 14       | 0     |
| Semen Padang FC      | Indonesia       | 2017      | 2        | 0     |

## Palmarés

### Torneos nacionales
| Título       | Club          | País   | Año  |
| ------------ | ------------- | ------ | ---- |
| Copa del Rey | Sevilla F. C. | España | 2010 |